# Gülnar
Gülnar est une ville et un district de la province de Mersin dans la région méditerranéenne en Turquie.

## Histoire
- Depuis 1965 : Projet de centrale nucléaire d'Akkuyu